# I-divisioona
Die I-divisioona war die zweithöchste finnische Eishockeyliga. Sie existierte von 1974 bis 2000. Anschließend wurde sie von der Mestis abgelöst. In den 1990er Jahren wechselte die Liga mehrfach ihren offiziellen Namen, da man die Namensrechte an Sponsoren verkaufte. Rekordmeister der I divisooona waren mit jeweils fünf Titeln SaiPa Lappeenranta und Kärpät Oulu.

## Saisonübersicht
| Saison    | Teilnehmer | Aufsteiger | Relegation |
| --------- | --- | ---------- | ---------- |
| 1974–1975 | Sport, FoPS, HPK, PiTa, Kärpät, KooKoo, SaPKo, JYP                                                                                 |            |            |
| 1975–1976 | K-reipas, Kärpät, SaiPa, HPK, KooKoo, Jukurit, SaPKo, PiTa, JYP, JoKP                                                              |            |            |
| 1976–1977 | Kärpät, Sport, SaiPa, HPK, Jäähonka, JYP, KooKoo, SaPKo, Jukurit, PiTa                                                             |            |            |
| 1977–1978 | SaiPa, FoPS, HPK, Sport, Jukurit, JYP, Jäähonka, SaPKo, KooKoo, HJK                                                                |            |            |
| 1978–1979 | SaiPa, FoPS, JYP, SaPKo, K-67, Jäähonka, KooKoo, HPK, Sport, Jukurit                                                               |            |            |
| 1979–1980 | HPK, SaiPa, SaPKo, Sport, JYP, FoPS, Jäähonka, KooKoo, Jukurit, K-67                                                               |            |            |
| 1980–1981 | HPK, KooVee, JYP, SaPKo, Sport, KooKoo, FoPS, Jäähonka, Valtit, JoKP                                                               |            |            |
| 1981–1982 | HPK, FoPS, Sport, JYP, JoKP; SaPKo, KooVee, Valtit, KooKoo, Jäähonka                                                               |            |            |
| 1982–1983 | HPK, JoKP, KooKoo, JYP, KooVee, KalPa, Sport, FoPS, Ketterä, SaPKo                                                                 |            |            |
| 1983–1984 | Lukko, JYP, JoKP, TuTo, KalPa, KooKoo, Ketterä, Peliitat, Sport, FoPS                                                              |            |            |
| 1984–1985 | JYP, KalPa, KooKoo, TuTo, JoKP, HPK, Karhu-Kissat, Peliitat, FoPS, Ketterä, SaPKo, Sport                                           |            |            |
| 1985–1986 | KalPa, TuTo, KooKoo, HPK, K-Kissat, Peliitat, JoKP, FoPS, K-Reipas, Ketterä, SaPKo, TJV                                            |            |            |
| 1986–1987 | KooKoo, TuTo, HPK, JoKP, SaiPa, Sport, Ketterä, K-Reipas, SaPKo, K-Kissat, FoPS, Peliitat                                          |            |            |
| 1987–1988 | HPK, SaiPa, K-reipas, JoKP, Sport, TuTo, Jokerit, SaPKo, Ketterä, FoPS, K-Kissat, VaKi                                             |            |            |
| 1988–1989 | JoKP, Jokerit, K-Espoo, K-Reipas, FoPS, K-Kissat, Ketterä, KooVee, Sport, TuTo, Peliitat, SaPKo                                    |            |            |
| 1989–1990 | Ässät, H-Reipas, Kärpät, FoPS, K-Kissat, Sport, K-67, TuTo, K-Espoo, Ketterä, KooVee, H-Salo                                       |            |            |
| 1990–1991 | JoKP, Kärpät, VHT, K-Kissat, K-Espoo, K-67, FoPS, TuTo, GrIFK, KooKoo, Sport, Ketterä                                              |            |            |
| 1991–1992 | K-Espoo, Kärpät, KooKoo, FoPS, K-67, SaiPa, TuTo, Centers, VHT, HJK, K-Kissat, Sport                                               |            |            |
| 1992–1993 | JoKP, TuTo, KooKoo, Kärpät, Junkkarit, K-67, SaiPa, K-Kissat, FoPS, VHT, Centers, HJK                                              |            |            |
| 1993–1994 | TuTo, JoKP, SaiPa, SaPKo, Kärpät, Hermes, KooKoo, K-67, FoPS, Junkkarit, Karhu-Kissat, Ketterä                                     |            |            |
| 1994–1995 | SaiPa, KooKoo, K-67, Hermes, SaPKo, Haukat, FoPS, Reipas, KooVee, Junkkarit, Karhu-Kissat, Ketterä                                 |            |            |
| 1995–1996 | Hermes, SaiPa, K-67, FPS, Kiekko-Karhut, Reipas, SaPKo, Kärpät, PiTa, Haukat, Titaanit, KooKoo, KooVee, Ketterä, Diskos, Junkkarit |            |            |
| 1996–1997 | Kärpät, Kiekko-Karhut, FPS, Haukat, Pelicans, Hermes, TuTo, Ahmat, SaPKo, UJK, K-67, Titaanit, PiTa, KooVee, Ketterä, KooKoo       |            |            |
| 1997–1998 | Kärpät, Hermes, Pelicans, FPS, TuTo, Diskos, SaPKo, Sport, Haukat, Kiekko-Karhut, Ahmat, UJK                                       |            |            |
| 1998–1999 | Kärpät, Pelicans, Sport, Diskos, Hermes, TuTo, FPS, Jokipojat, SaPKo, Haukat, UJK, Ahmat                                           |            |            |
| 1999–2000 | Kärpät, Sport, Diskos, TuTo, Jokipojat, KooKoo, Hermes, FPS, UJK, KJT, Ahmat, SaPKo                                                |            |            |